# Я.Онлайн
Я.Онла́йн — система мгновенного обмена сообщениями от Яндекса. Для взаимодействия с сервером используется протокол XMPP.
Проект закрыт. Сайт online.yandex.ru недоступен. Сервер xmpp.yandex.ru остановлен 5 октября 2016 года взамен похожим проектам Яндекса — Яндекс.Чаты и Я! Мессенджер.
Для работы на мобильных устройствах существует программа Мобильная Яндекс.Почта. Эта версия программы-клиента работает на мобильных устройствах и КПК с ОС iOS, Maemo, Bada, Android, Symbian OS, Windows Mobile, J2ME.
Я.Онлайн разработан на основе исходных кодов Psi. Ведущим разработчиком Я.Онлайн являлся один из участников проекта Psi Team — Михаил Пищагин. Модуль для проверки почты и событий в социальных сетях (имеющийся только в версии для Windows) является проприетарным.

## Возможности
- Получение новых сообщений с Я.ру, Facebook, Одноклассники, ВКонтакте, Твиттер
- Получение информации с Яндекс.Пробок, Яндекс.Погоды
- Встроенный типограф и спеллчекер
- Уведомление о новых письмах в Яндекс.Почте
- Смена настроения на Я.ру и уведомление о смене настроений собеседников
- Уведомления о событиях своей учётной записи и поступивших сообщений в социальных сетях Одноклассники и ВКонтакте
- Звуковое сопровождение событий
- Уведомления о наборе текста собеседником и отчёты о доставке сообщения
- Возможность хранения истории сообщений и настроек программы как локально на компьютере, так и на сервере Яндекса
- Поиск на сервисах Яндекса, в том числе поиск в Интернете
- Отображение информации о погоде и загруженности дорог (последнее только для жителей Москвы, Санкт-Петербурга, Киева и Екатеринбурга)

## Яндекс.Мессенджер
Яндекс.Мессенджер — система мгновенного обмена сообщениями от Яндекса. Позволяет переписываться, отправлять голосовые сообщения, которые автоматически превращаются в текст, разговаривать голосом и по видеосвязи, читать и обсуждать информацию в каналах.

## Возможности Яндекс.Мессенджера

### Форматирование текста
В чатах с другими пользователями и операторами организаций текст сообщений можно оформить с помощью специальных символов. В чате с Алисой и навыках Алисы форматирование текста не работает. Форматирование ссылки применится, только если символы разметки вплотную (без пробелов) прилегают к тексту.
Полужирный курсив можно применять одновременно, в том числе вместе со ссылкой. Моноширинный шрифт можно использовать внутри другого оформления, но остальные стили не работают внутри моноширинного шрифта.
При копировании сообщения стили не сохраняются, копируется только текст. При ответе на сообщение текст в цитате отобразится без оформления. При пересылке сообщения форматирование текста сохранится.

### Голос превращается в текст
Голосовые сообщения можно просто читать!
Мессенджер расшифрует их и покажет текст.

### Каналы
В Мессенджере собраны полезные каналы —
от научных до развлекательных. Делитесь и обсуждайте самое интересное.

### Аудио- и видеозвонки
Звонки доступны в чатах с одним собеседником. В качестве звукового устройства для звонков используйте встроенный динамик, громкую связь, беспроводную гарнитуру или наушники. Для видеозвонков можно переключаться между основной и фронтальной камерами.